# Macrotrachela zickendrahti
Macrotrachela zickendrahti är en hjuldjursart som först beskrevs av Ferdinand Richters 1902.  Macrotrachela zickendrahti ingår i släktet Macrotrachela och familjen Philodinidae.

## Underarter
Arten delas in i följande underarter:
- M. z. digitata
- M. z. seda
- M. z. zickendrahti